# جمهورية التتار الاشتراكية السوفيتية ذاتية الحكم
جمهورية التتار الاشتراكية السوفيتية ذاتية الحكم (1920–1990) (بالروسية: Татарская Автономная Советская Социалистическая Республика)‏، (بالتتارية: Татарстан Автономияле Совет Социалистик Республикасы)‏ كانت جزءا من جمهورية روسيا الاتحادية الاشتراكية السوفيتية. نشأت بتاريخ 27 مايو 1920، وكانت قازان عاصمتها.

## شخصيات
- غابدولخاي أخاتوف (1927-1986) - أستاذ، عضو في اللجنة السوفيتية لعلماء التركيات (Turkology)، عالم ذو شهرة عالمية في مجال علم التركيات.
- منتيمير شايمييف (1937- ) سياسي، أول سكرتير للجنة التتار الإقليمية.